# Мензел Бургиба
Мензел Бургиба (арап. منزل بورقيبة, фр. Menzel Bourguiba) је град на крајњем северу Туниса. Налази се у вилајету Бизерта. Године 2014. је имао 61.919 становника.

## Географија
Град се налази на југозападној обали Бизертског језера, на уском појасу између Бизертског језера и највећег слатководног језера и националног парка Ичкул. Удаљен је око 20 km југозападно од Бизерте и око 60 km северно од главног града Туниса. У њему се налази поморска база и војна лука Сиди Абдалах. Просперитет града знатно је смањен након евакуације француских поморских снага 1963. године. Економски је почео да напредује након отварања комплекса гвожђа и челика, постројења аутомобилске, металуршке и хемијске индустрије и фабрика за производњу одеће. Са Бизертом је повезан путном и железничком везом. Са Тунисом је повезан аутопутем П8 и А4, а са Бизертом аутопутем П11.

## Историја
Град се у време француске колонизације Туниса од 1881. до 1956. године звао Феривил (фр. Ferryville). Име је добио по француском министру Жилу Ферију (фр. Jules Ferry) који је био први заговорник протектората у Тунису. Независност Туниса је проглашена 20. марта 1956. године. Садашње име Мензел Бургиба је добио 1958. године. Име је дато по Хабибу Бургиби, првом председнику независног Туниса, а на арапском значи „Кућа Бургиба”. Изградња војне болнице у Сиди Абдалаху почела је 1898. године под управом Жоржа Дуфура (фр. Georges Dufour), војног лекара. Отворена је 1905. године. Први градоначелник после стицања независности био је Ахмед бин Хамида, до 1962. године.

### Српска војска у Мензел Бургиби током Првог светског рата
На Српском војничком гробљу у Мензел Бургиби је сахрањено 1790 српских војника из Првог светског рата.

## Демографија
| Година | Градско становништво | Агломерација |
| ------ | -------------------- | ------------ |
| 2004   | 47.742               | 54.804       |
| 2014   | 54.536               | 61.919       |

## Побратимљени градови
Мензел Бургиба је побратимљен са:
- Штутгарт (Немачка) од 1. маја 1971.[2]